# 장희영 (1985년)
장희영(1985년 3월 28일~ )는 대한민국의 가수, 뮤지컬 배우이다.

## 학력
- 동덕여자대학교 실용음악학과 (졸업)

## 경력
- 2005년 11월 ~ 2011년 11월 그룹 '가비엔제이' 멤버

## 음반

### 개인 음반
| 앨범 번호 | 앨범 정보                                                                                              | 트랙 리스트                                                             |
| --------- | --- | ----------------------------------------------------------------------- |
| 1         | 《Starting Is Over》 - 발매일: 2012년 4월 4일                                                          | 1. Love Is Pain (Feat. 길미) 2. Love Is Pain (Inst)                     |
| 2         | 《너 정말 못됐구나》 - 발매일: 2013년 2월 7일                                                          | 1. 너 정말 못됐구나 2. 너 정말 못됐구나 (Inst)                          |
| 3         | 《우리 사랑했던 날》 - 발매일: 2014년 4월 22일                                                         | 1. 우리 사랑했던 날 (with. 김민진) 2. 우리 사랑했던 날 (Inst)           |
| 4         | 《겨울 끝에서》 - 발매일: 2015년 2월 3일                                                               | 1. 겨울 끝에서 (with. 이현) 2. 겨울 끝에서 (Inst)                       |
| 5         | 《There Is A Fountain Filled With Blood (I Am Melody 3) (아이 엠 멜로디 3)》 - 발매일: 2015년 9월 17일 | 1. There Is A Fountain Filled With Blood (I Am Melody 3)                |
| 6         | 《운다》 - 발매일: 2016년 3월 4일                                                                      | 1. 운다 2. 운다 (Inst)                                                  |
| 7         | 《공항에서》 - 발매일: 2016년 11월 20일                                                                | 1. 공항에서 2. 공항에서 (Inst)                                          |
| 8         | 《결혼까지 생각 안 했어》 - 발매일: 2016년 12월 31일                                                   | 1. 결혼까지 생각 안 했어 (with. 유세윤) 2. 결혼까지 생각 안 했어 (Inst) |
| 9         | 《취하지도 않네요》 - 발매일: 2017년 3월 30일                                                          | 1. 취하지도 않네요 2. 취하지도 않네요 (Inst)                            |
| 10        | 《이별이 될까》 - 발매일: 2018년 1월 28일                                                              | 1. 이별이 될까 (with. 6 to 8) 2. 이별이 될까 (Inst)                     |

### OST
- 2009년 트와일라잇 OST 《Twilight 영원토록》
- 2011년 내 마음이 들리니 OST 《당신을 사랑합니다》
- 2011년 오작교 형제들 OST 《바라봐요》
- 2012년 오자룡이 간다 OST
- 2012년 아들 녀석들 OST 《보고 싶어요》
- 2013년 백년의 유산 OST 《In Your Eyes》
- 2013년 천명: 조선판 도망자 이야기 OST 《그립다》
- 2014년 왔다! 장보리 OST 《그대가 내 사랑입니다》
- 2016년 아버님 제가 모실게요 OST 《다시는 사랑할 수 없을 것 같아》

## 방송
- KBS2 《대결 노래가 좋다》
- KBS2 《불후의 명곡: 전설을 노래하다》
- MBC 《미스터리 음악쇼 복면가왕》 - 진주 귀걸이를 한 소녀

## 뮤지컬
- 2011년 《코요테 어글리》
- 2015년 《담배가게 아가씨》

## 홍보대사
- 2011년 한국 사진기자 협회 명예 홍보대사

## 수상
- 2006년 제21회 골든디스크상 신인상 - 가비엔제이
- 2010년 제17회 대한민국 연예예술상 R&B가수상 - 가비엔제이